# Джихан Чанак
Джихан Чанак (тур. Cihan Çanak, нар. 24 січня 2005, Верв'є, Бельгія) — турецький футболіст, вінгер клубу «Трабзонспор».

## Ігрова кар'єра

### Клубна
Джихан Чанак є вихованцем клубної академії льєжського «Стандарда». У 2021 році футболіст вперше приєднався до основного складу команди. 26 грудня 2021 року у матчі чемпіонату країни проти «Зюлте-Варегем» Чанак дебютував на професійному рівні. В жовтні 2022 року футболіст підписав з клубом новий контракт.
В червні 2024 року Чанак переїхав до Туреччини, де підписав трирічний контракт з клубом «Трабзонспор». Вже в липні у своєму дебютному матчі в новій команді у кваліфікації Ліги Європи проти словацького «Ружомберока» Чанак відзначився забитим голом.

### Збірна
Джихан Чанак народився в Бельгії і на міжнародному рівні починав грати за юнацькі збірні Бельгії.
З 2023 року Чанак почав свої виступи за молодіжну збірну Туреччини.